# Bostrichoidea
Los bostricoideos (Bostrichoidea) son una superfamilia de coleópteros polífagos. Incluye numerosas especies de carcomas que son plagas temibles de la madera obrada (muebles, etc.)

## Familias
Tiene las siguientes familias:
- Dermestidae
- Endecatomidae
- Bostrichidae
- Ptinidae
- Jacobsonidae